# Vanessa A. Williams
Vanessa A. Williams (Brooklyn, 12 maggio 1963) è un'attrice statunitense.

## Biografia
Debutta nel 1990 in un episodio di Law & Order - I due volti della giustizia, successivamente lavora in diversi episodi de I Robinson. Nel 1992 recita nel film horror Candyman - Terrore dietro lo specchio, nello stesso anno è una delle protagoniste del serial tv Melrose Place, dove interpreta l'esuberante istruttrice di aerobica Rhonda Blair, ruolo che ricopre solamente per un anno.
Dopo aver lasciato Melrose Place, recita nelle serie tv Murder One, nel film Mamma torno a casa e in alcuni episodi di Chicago Hope. Tra il 2000 e il 2004 interpreta Maxine Chadway nella serie televisiva Soul Food, mentre nel 2002 recita nel film per famiglie Il sogno di Calvin. Nel 2009 recita nel film Immagina che al fianco di Eddie Murphy.
A causa dell'omonimia viene a volte scambiata per l'attrice e cantante Vanessa L. Williams.

## Filmografia

### Cinema
- New Jack City, regia di Mario Van Peebles (1991)
- Candyman - Terrore dietro lo specchio (Candyman), regia di Bernard Rose (1992)
- Drop Squad, regia di David C. Johnson (1994)
- Mamma torno a casa (Mother), regia di Albert Brooks (1996)
- Punks, regia di Patrik-Ian Polk (2000)
- Il sogno di Calvin (Like Mike), regia di John Schultz (2002)
- Baby of The Family, regia di Jonee Ansa (2002)
- Immagina che (Imagine That), regia di Karey Kirkpatrick (2009)
- A Mother's Love, regia di Tim Alexander (2011)
- Crossed the Line, regia di Dennis Conrad (2014)
- Diva Diaries, regia di Tangi Miller (2016)
- Thriller, regia di Dallas Jackson (2018)
- I Left My Girlfriend for Regina Jones, regia di Christopher Nolen (2019)
- Candyman, regia di Nia DaCosta (2021)

### Televisione
- I Robinson (The Cosby Show) - serie TV, 4 episodi (1989-1991)
- Law & Order - I due volti della giustizia (Law & Order) - serie TV, episodio 1x05 (1990)
- Melrose Place - serie TV, 32 episodi (1992-1993)
- Living Single - serie TV, episodio 2x22 (1995)
- NYPD - New York Police Department (NYPD Blue) - serie TV, episodio 2x09 (1995)
- Murder One - serie TV, 23 episodi (1995-1996)
- Buddies - serie TV, episodio 1x05 (1996)
- Chicago Hope - serie TV, 6 episodi (1996-1997)
- A Woman of Color, regia di Bernard Joffa - film TV (1997)
- Jarod il camaleonte (The Pretender) - serie TV, episodio 2x07 (1998)
- Incognito, regia di Julie Dash - film TV (1999)
- Soul Food - serie TV, 74 episodi (2000-2004)
- Playing with fire, regia di Roy Campanella II - film TV (2000)
- Our America, regia di Ernest R. Dickerson - film TV (2002)
- Cold Case - Delitti irrisolti (Cold Case) - serie TV, episodio 4x17 (2007)
- Ice Spiders, regia di Tabor Takacs - film TV (2007)
- Flirting with Forty - L'amore quando meno te lo aspetti (Flirting with Forty), regia di Mikael Salomon – film TV (2008)
- Lincoln Heights - Ritorno a casa (Lincoln Heights) - serie TV, 2 episodi (2008-2009)
- Tutti odiano Chris (Everybody Hates Chris) - serie TV, episodio 4x21 (2009)
- Knight Rider - serie TV, 2 episodi (2009)
- Raising Izzie, regia di Roger M. Bobb - film TV (2012)
- Sugar Mommas, regia di Roger Melvin - film TV (2012)
- Men, Money & Gold Diggers, regia di Roger Melvin - film TV (2014)
- The Flash - serie TV, 4 episodi (2015)
- Il tempo della nostra vita (Days of Our Lives) - soap opera (2016-in corso)
- The Secret She Kept, regia di Alton Glass - film TV (2016)
- Major Crimes - serie TV, episodio 5x19 (2017)
- Famous in Love - serie TV, 11 episodi (2017-2018)
- One Fine Christmas, regia di Fred Olen Ray - film TV (2019)
- American Horror Stories - serie TV, episodio 1x05 (2021)

## Doppiatrici italiane
Nelle versioni in italiano delle opere in cui ha recitato, Vanessa A. Williams è stata doppiata da:
- Chiara Salerno in Chicago Hope, Murder One
- Francesca Guadagno in Jarod il camaleonte
- Eliana Lupo in Melrose Place
- Barbara De Bortoli in Cold Case - Delitti irrisolti
- Roberta Greganti in The Flash
- Patrizia Burul in 9-1-1